# Calyptrogenia ekmanii
Calyptrogenia ekmanii är en myrtenväxtart som först beskrevs av Ignatz Urban, och fick sitt nu gällande namn av Karl Ewald Maximilian Burret. Calyptrogenia ekmanii ingår i släktet Calyptrogenia och familjen myrtenväxter. IUCN kategoriserar arten globalt som sårbar. Inga underarter finns listade i Catalogue of Life.